# ホンギ

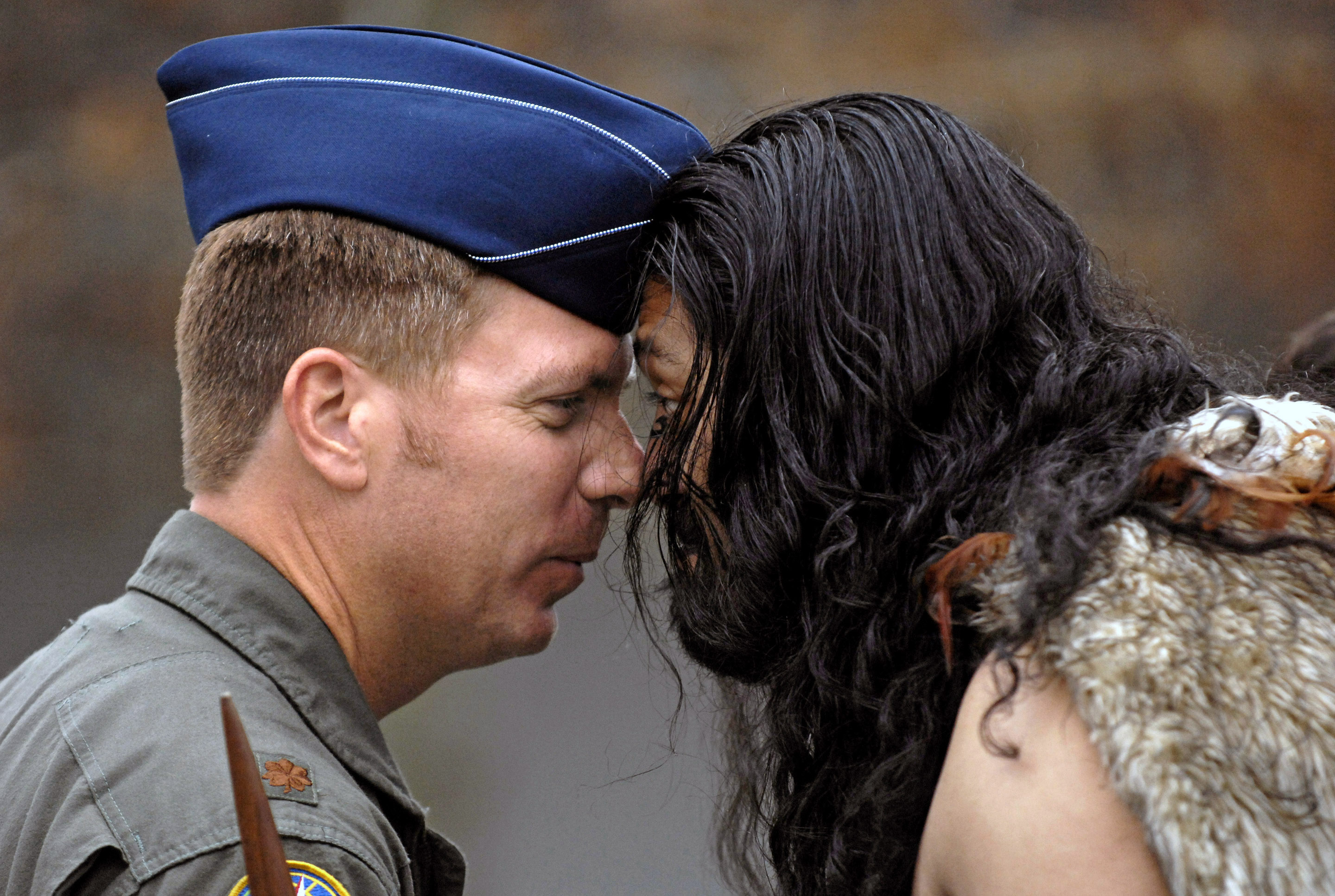
プウィリ式の席上、ホンギを交わすアメリカ軍飛行士とマオリの戦士。

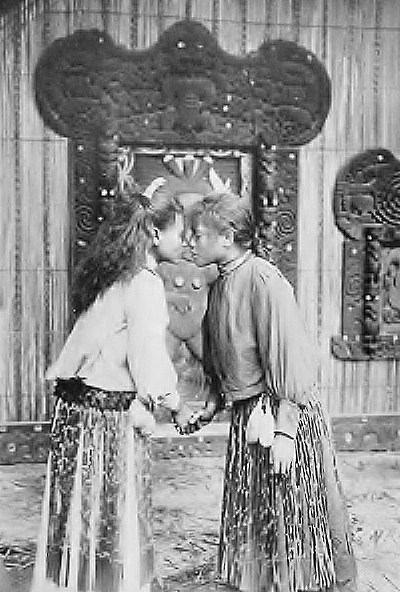
マオリ族の女性同士、ホンギを交わす。（1913年）

ホンギ（マオリ語: hongi, マオリ語発音: [ˈhɔŋi]）は、伝統的なマオリ文化の挨拶（あいさつ）である。対面する2人が鼻と鼻を押し当てる行為。同時に互いの額を接することもある。マオリの人々が出会った時に交わす格式のある挨拶であり、主だった祭事や儀式としてポフィリ（マオリ語: pōwhiri）の席上でも行い、握手を伴うこともある。鼻と同時に相手の額に自分の額を合わせることもある。 
ホンギでは互いに出会った象徴として「ハ」（マオリ語: ha）をやり取りする。この挨拶を地元民（マオリ語: tangata whenua）にされ来訪者（マオリ語: manuhiri）は土地の人々と誼（よしみ）を交わし地元にとけ込むことになる。 
ニュージーランドにおける新型コロナウイルス感染拡大（英語版）を受け、一部の「イウィ」とルーナンガ（マオリ語: rūnanga 部族と部族議会）が交わすホンギには一時的に禁止が課された。

## 象徴性
マオリが互いの鼻を押し当てて挨拶する行為は、生命の息吹の共有として神々に由来すると伝わっている。マオリ神話では土を固めて女性を作ったタネ神はその土人形を抱きしめると、鼻孔に息を吹き込んだ。すると命が宿り女性はくしゃみをして、マオリの始祖マオリ語: Hineahuoneとなったとされる。

## 事例
ホンギはニュージーランド人のマオリ族とマオリではない人、またニュージーランド人と外国からの訪問者の間で交わすことがある。ニュージーランド訪問時にホンギでもてなしを受けたイギリス王族は次のとおり。チャールズ皇太子、ダイアナ妃、カミラ公爵夫人、ウィリアム王子とキャサリン妃およびハリー王子とメーガン・マークル夫妻。アメリカ国務長官時代のヒラリー・クリントンはウェリントン訪問の2010年11月にホンギで迎えられた。2018年3月にニュージーランドを来訪した元アメリカ大統領バラク・オバマはホンギを交わした。教会によってはホンギを忌避せず、平和の徴（しるし）（英語）として承認している。 